# 1 E11 m²
1 E11 m² = 100.000.000.000 m² = 1.000.000.000 ar = 10.000.000 ha = 100.000 km².
Za lažje predstavljanje različnih velikosti površin je tu seznam površin med 100.000 in 1 milijonom km². Glejte tudi področja drugih redov velikosti.
- območja, manjša od 100 tisoč km²
  - 100.000 km² = 38.600 kvadratnih milj
  - Kvadrat te velikosti ima stranico veliko 316 km.
  - Krog te velikosti ima polmer velik 178 km.
- 100.250 km² -- Islandija (kopno)
- 100.860 km² -- Kuba (106. država na svetu po površini)
- 102.173 km² -- Srbija in Črna gora (pred razpadom)
- 102.642 km² -- Virginija zvezna država v ZDA (kopno)
- 103.000 km² -- Islandija
- 108.890 km² -- Gvatemala
- 110.862 km² -- Virginija zvezna država v ZDA
- 110.910 km² -- Bolgarija
- 111.370 km² -- Liberija
- 111.390 km² -- otok Nova Fundlandija
- 112.090 km² -- Honduras
- 112.620 km² -- Benin
- 118.480 km² -- Malavi
- 120.540 km² -- Severna Koreja
- 121.320 km² -- Eritreja
- 122.409 km² -- New York zvezna država v ZDA (kopno)
- 124.450 km² -- Sarawak, največja zvezna država Malezije
- 129.494 km² -- Nikaragva
- 130.395 km² -- Anglija
- 130.800 km² -- Grčija (kopno)
- 131.426 km² -- Alabama, zvezna država v ZDA (kopno)
- 131.940 km² -- Grčija
- 134.856 km² -- Arkansas, zvezna država v ZDA (kopno)
- 135.765 km² -- Alabama, zvezna država v ZDA
- 137.374 km² -- Florida, zvezna država v ZDA (kopno)
- 137.732 km² -- Arkansas, zvezna država v ZDA
- 140.800 km² -- Nepal
- 141.205 km² -- New York zvezna država v ZDA
- 143.100 km² -- Tadžikistan
- 143.968 km² -- Illinois, zvezna država v ZDA (kopno)
- 144.000 km² -- Bangladeš
- 144.701 km² -- Iowa, zvezna država v ZDA (kopno)
- 145.743 km² -- Iowa, zvezna država v ZDA
- 149.998 km² -- Illinois, zvezna država v ZDA
- 150.132 km² -- Georgia, zvezna država v ZDA (kopno)
- 154.077 km² -- Georgia, zvezna država v ZDA
- 155.707 km² -- Orissa, zvezna država v Indiji
- 160.000 km² -- Jadransko morje
- 163.270 km² -- Surinam
- 163.610 km² -- Tunizija
- 140.787 km² -- Wisconsin, zvezna država v ZDA (kopno)
- 170.451 km² -- Florida, zvezna država v ZDA
- 172.587 km² -- Washington, zvezna država v ZDA (kopno)
- 176.220 km² -- Urugvaj
- 181.040 km² -- Kambodža
- 184.824 km² -- Washington, zvezna država v ZDA
- 185.180 km² -- Sirija
- 196.024 km² -- Gudžarat, zvezna država v Indiji
- 196.190 km² -- Senegal
- 196.735 km² -- Južna Dakota, zvezna država v ZDA (kopno)
- 198.500 km² -- Kirgizistan
- 199.905 km² -- Južna Dakota, zvezna država v ZDA
- 207.600 km² -- Belorusija
- 211.900 km² -- Kansas, zvezna država v ZDA (kopno)
- 213.096 km² -- Kansas, zvezna država v ZDA
- 214.499 km² -- Idaho, zvezna država v ZDA (kopno)
- 214.970 km² -- Gvajana
- 216.632 km² -- Idaho, zvezna država v ZDA
- 229.850 km² -- Velika Britanija
- 230.340 km² -- Romunija (kopno)
- 236.040 km² -- Uganda
- 236.800 km² -- Laos
- 237.500 km² -- Romunija
- 238.540 km² -- Gana
- 239.000 km² -- površina Perzijskega zaliva
- 241.590 km² -- Združeno kraljestvo (kopno)
- 244.820 km² -- Združeno kraljestvo
- 245.857 km² -- Gvineja
- 251.706 km² -- Wyoming, zvezna država v ZDA (kopno)
- 253.554 km² -- Wyoming, zvezna država v ZDA
- 255.804 km² -- Socialistična federativna republika Jugoslavija (pred razpadom)
- 267.667 km² -- Gabon
- 268.680 km² -- Nova Zelandija (kopno)
- 270.500 km² -- Nova Zelandija
- 274.200 km² -- Burkina Faso
- 283.560 km² -- Ekvador
- 294.020 km² -- Italija (kopno)
- 294.312 km² -- Arizona, zvezna država v ZDA (kopno)
- 294.330 km² -- Labrador
- 295.254 km² -- Arizona, zvezna država v ZDA
- 300.000 km² -- Filipini
- 301.230 km² -- Italija
- 304.465 km² -- Poljska (kopno)
- 305.470 km² -- Finska (kopno)
- 307.860 km² -- Norveška (kopno)
- 308.000 km² -- Maharaštra, zvezna država v Indiji
- 309.500 km² -- Oman
- 312.685 km² -- Poljska
- 322.460 km² -- Slonokoščena obala
- 324.220 km² -- Norveška
- 329.560 km² -- Vietnam
- 329.750 km² -- Malezija
- 337.030 km² -- Finska
- 338.300 km² -- skupna površina narodnih parkov v ZDA
- 342.000 km² -- Kongo-Brazzaville
- 349.223 km² -- Nemčija (kopno)
- 357.021 km² -- Nemčija
- 370.000 km² -- Kaspijsko jezero, največje jezero na svetu
- 373.872 km² -- Nova Funlandija in Labrador (kopno)
- 376.978 km² -- Montana, zvezna država v ZDA (kopno)
- 377.835 km² -- Japonska
- 390.580 km² -- Zimbabve
- 404.298 km² -- Kalifornija, zvezna država v ZDA (kopno)
- 405.212 km² -- Nova Funlandija in Labrador
- 406.750 km² -- Paragvaj
- 410.000 km² -- Kalifornija, zvezna država v ZDA
- 410.934 km² -- Švedska (kopno)
- 422.000 km² -- Črno morje
- 437.072 km² -- Irak
- 446.550 km² -- Maroko
- 447.400 km² -- Uzbekistan
- 449.964 km² -- Švedska
- 462.840 km² -- Papua Nova Gvineja
- 474.391 km² -- Jukon (kopno)
- 475.440 km² -- Kamerun
- 480.000 km² -- Harapska civilizacija na svojem višku
- 482.443 km² -- Jukon
- 488.100 km² -- Turkmenistan
- 493.180 km² -- sudanska pokrajina Darfur
- 499.542 km² -- Španija (kopno)
- 500.000 km² -- puščava Kalahari
- 504.782 km² -- Španija
- 514.000 km² -- Tajska
- 527.970 km² -- Jemen
- 545.630 km² -- Francija, le evropska (metropolitanska) (kopno)
- 547.030 km² -- Francija, le evropska (metropolitanska)
- 553.556 km² -- Manitoba, zvezna država v ZDA (kopno)
- 582.650 km² -- Kenija
- 587.040 km² -- Madagaskar
- 591.670 km² -- Saskatchewan (kopno)
- 600.370 km² -- Bocvana
- 603.700 km² -- Ukrajina
- 622.984 km² -- Centralnoafriška republika
- 637.657 km² -- Somalija
- 642.317 km² -- Alberta (kopno)
- 647.500 km² -- Afganistan
- 647.797 km² -- Manitoba
- 649.800 km² -- Morje Laptevov
- 651.036 km² -- Saskatchewan
- 661.848 km² -- Alberta
- 678.500 km² -- Mjanmar
- 690.000 km² -- Teksas
- 743.330 km² -- Borneo, tretji največji otok na svetu
- 752.614 km² -- Zambija
- 756.950 km² -- Čile
- 769.000 km² -- skupna površina nacionalnih gozdov v ZDA
- 780.580 km² -- Turčija
- 797.700 km² -- Andamansko morje
- 801.590 km² -- Mozambik
- 803.940 km² -- Pakistan
- 825.418 km² -- Namibija
- 912.050 km² -- Venezuela
- 917.741 km² -- Ontario (kopno)
- 923.768 km² -- Nigerija
- 925.186 km² -- Britanska Kolumbija (kopno)
- 944.753 km² -- Britanska Kolumbija
- 948.087 km² -- Tanzanija (30. država na svetu po površini)
- 980.000 km² -- Južna Avstralija
- površine, večje od 1 milijona km²